# Влизько Олекса Федорович
Оле́кса Фе́дорович Влизько́ (4 (17) лютого 1908, станція Боровенка Крестецького повіту Новгородської губернії — 14 грудня [за іншими даними — вночі проти 8 грудня] 1934, Київ) — український поет, прозаїк, футурист, представник розстріляного відродження.
Жертва сталінських репресій.

## Життєпис

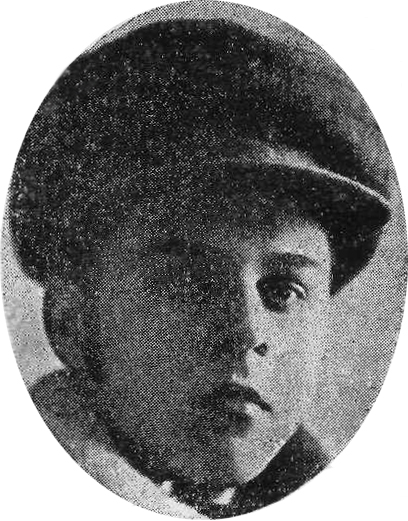
Фотопортрет Олекси Влизька замолоду

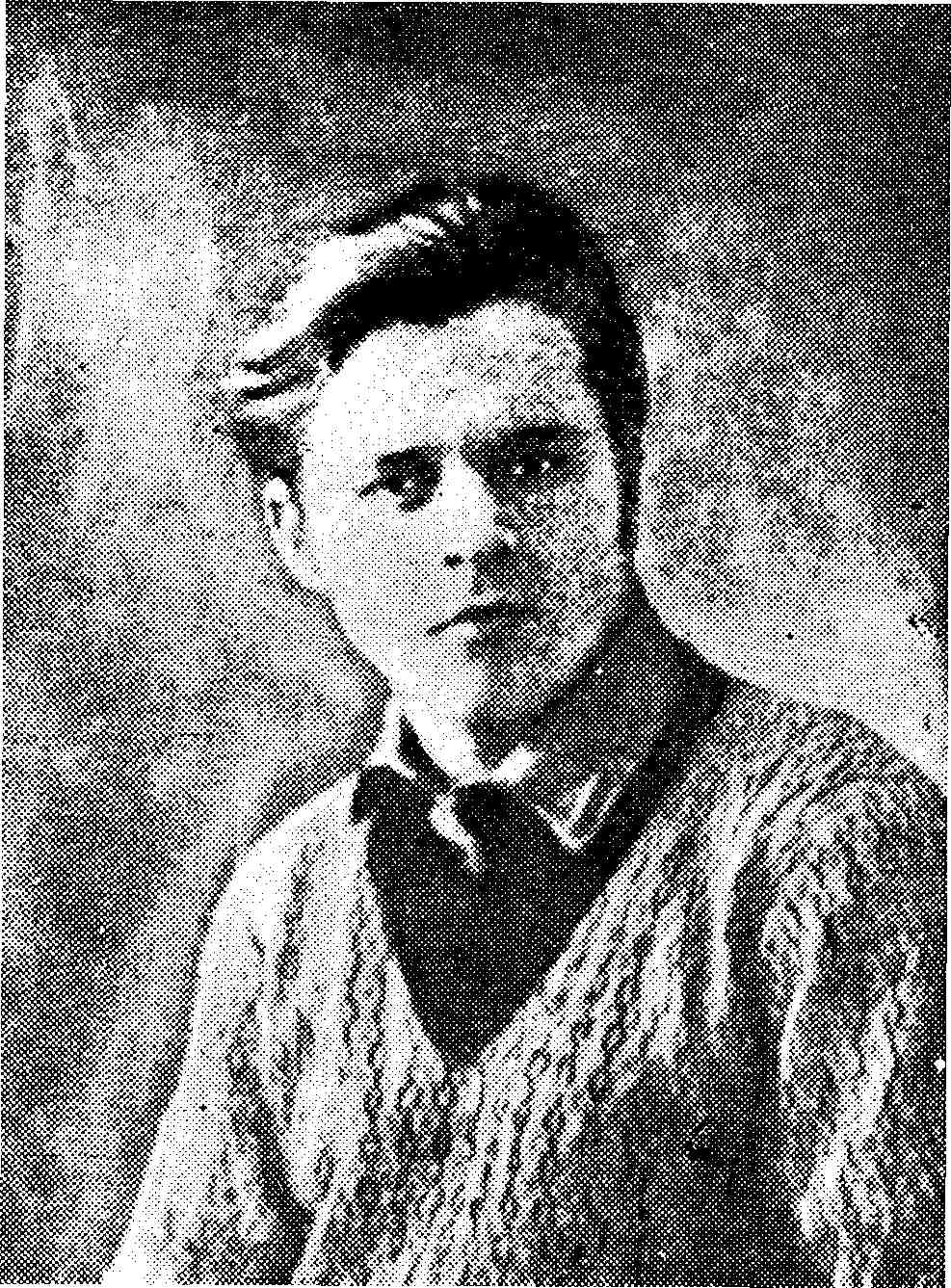
Олекса Влизько

Олекса Влизько народився 4 лютого (ст. ст.) 1908 року на станції Боровенка Крестецького повіту Новгородської губернії, де його батько служив дяком, псаломником. 1917 року родина переїхала на батьківщину діда — в село Сигнаївка Звенигородського повіту Київської губернії (нині — Шполянський район Черкаської області). У 1919 — в с. Станіславчик, далі в с. Лебедин, де у 13 років важко перехворів на скарлатину і втратив слух, потім, з 1921 — знов у Сигнаївці. Там батько майбутнього поета  — отець Федір Влизько  — був настоятелем парафії УАПЦ. 
У 1923 році разом зі старшим братом, Олександром, та матір'ю тікає від батька, який почав зловживати спиртним, до Києва.

Втрата слуху майбутнім письменником компенсувалася вольовим розвитком пам'яті, начитаністю: книжка стала для хлопця одним з основних джерел формування художньої й соціальної свідомості. Закінчив мовно-літературний факультет Київського інституту народної освіти. Одружився з правнучатою небогою Тараса Шевченка Фотіною (Тіною) Красицькою.

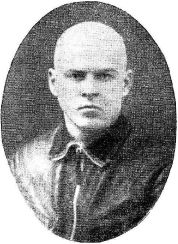
Фотопортрет Олекси Влизька

1927 року в пресі з'явилося повідомлення про загибель Влизька в Дніпрі. Вістка справила приголомшливе враження. Чільний тогочасний критик Володимир Коряк у центральній харківській газеті «Комуніст» умістив некролог, у якому назвав юного поета «українським Пушкіним» Однак інформація виявилася звичайнісінькою містифікацією, що їх так полюбляли футуристи, Влизько згодом спростував її весело-іронічною заявою в пресі та новими книжками.
1928 року подорожував по Німеччині, згодом — по нагір'ях Паміру.
Арештований 1934 року. Після вбивства Сергія Кірова, у грудні 1934 року страчений нарівні з багатьма діячами української культури, серед яких Григорій Косинка, Дмитро Фальківський, Кость Буревій, Тарас та Іван Крушельницькі, Михайло Лебединець, Роман Шевченко, Михайло Оксамит та інші. Виїзна сесія Військової колегії Верховного Суду СРСР на закритому засіданні, що розпочалося 14 грудня 1934 року в Києві, офіційно ухвалила Олексі Влизьку смертний вирок за приналежність до міфічної контрреволюційної терористичної організації. Реабілітований посмертно 1958 року.
Юрій Лавріненко в антології «Розстріляне відродження» писав:

| Влизько-поет — це тільки обірваний початок. Або, як він сам про себе писав у передмові до «Живу, працюю!», — «тільки етап і шукання нових форм... До синтетичної рівноваги ще далеко...» З його жадібністю, темпераментом, естетичним поліморфізмом нелегко дійти «синтетичної рівноваги» за кілька даних йому долею літ. А все ж елементи власної синтези в ньому вже починали проявлятися. Яків Савченко писав з приводу Влизькової «Дев'ятої симфонії»: «Я не знаю нічого кращого в українській поезії останнього десятиліття щодо такої шляхетності думок, такого міцного й суцільно-пафосного піднесення і, нарешті, такої широти й людяності мислення. Це тим паче вражає, що Влизькові всього 19 років». Коротенький восьмирічний літературний шлях Влизька позначений динамічними шуканнями, різнорідністю форм, жанрів, тем. Класицизм, футуризм, «виробнича поезія» й агітка, а над усім і передусім активний вітаїстичний романтизм. |

## Творчість

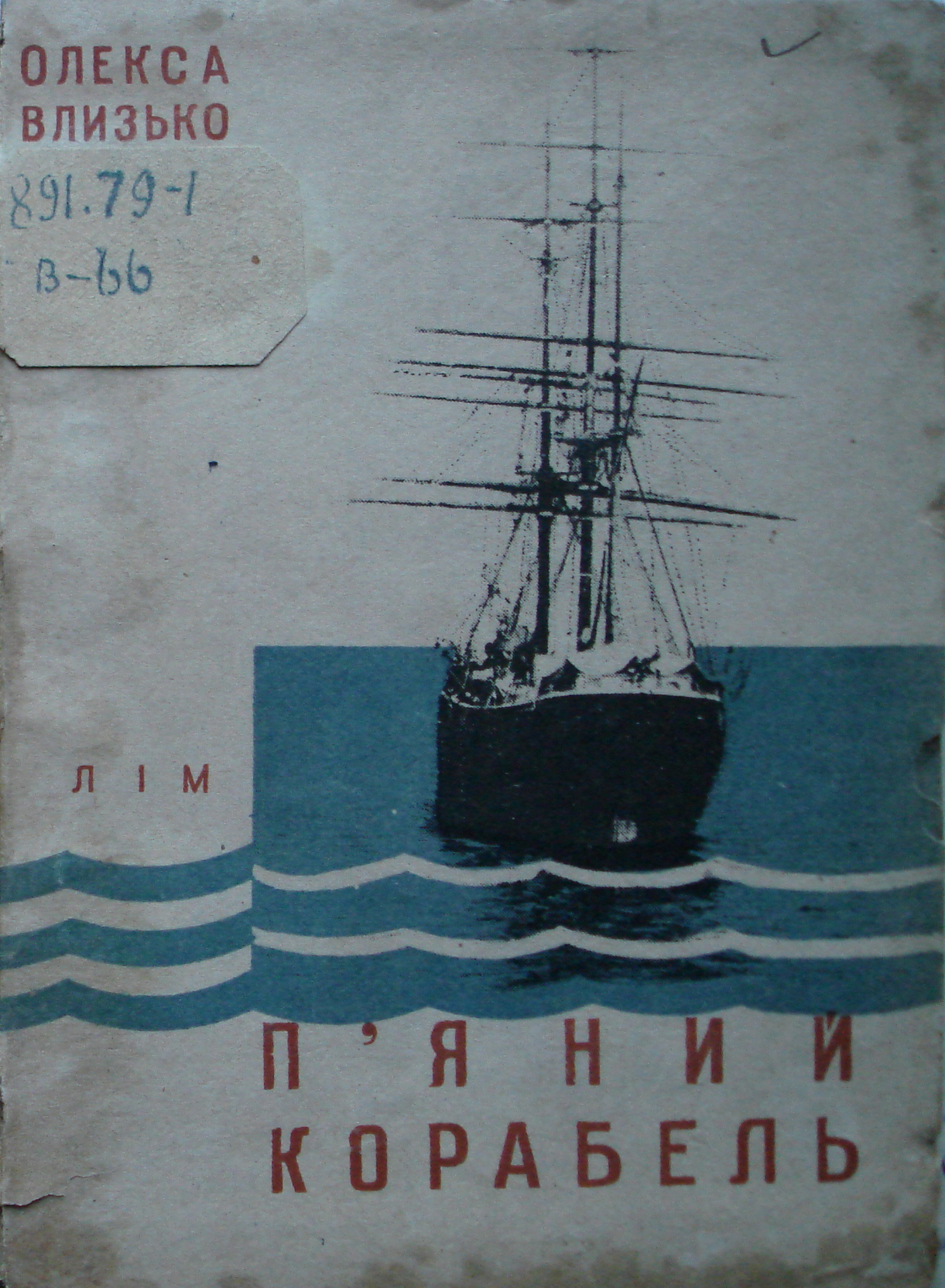
Обкладинка збірки поезій Олекси Влизька «П'яний корабель»

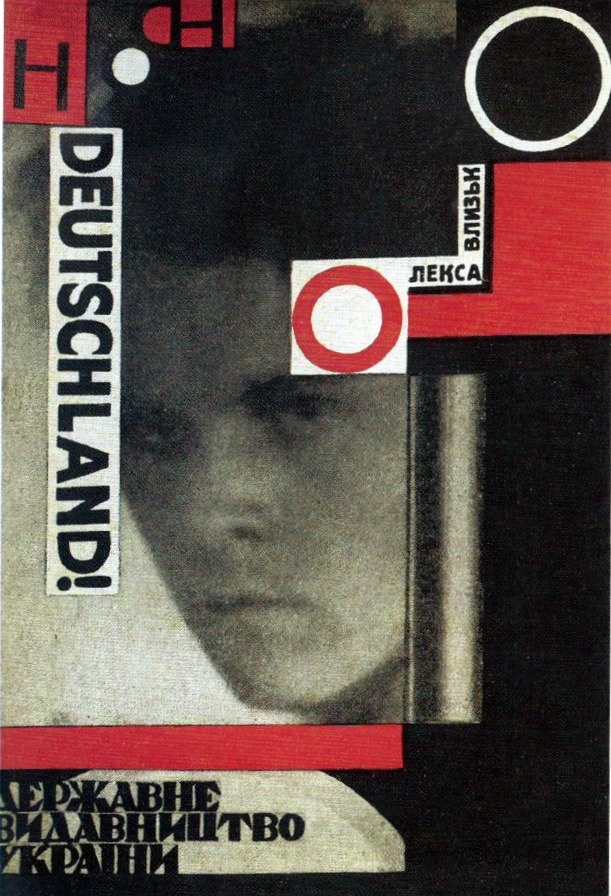
Олександр Влизько. Обкладинка книжки Олекси Влизька «Hoch, Deutschland!» (Харків, Державне видавництво України, 1930). Відтворено в Мудрак Мирослава, Нова ґенерація і мистецький модернізм в Україні, (Київ, Родовід), с.87.]

Рано почав писати вірші: спершу російською мовою, поступово зі словником удосконалював свою українську. В літературу Влизька ввів Борис Антоненко-Давидович, надрукувавши в київському журналі «Глобус» (1925. — № 22) його вірш «Серце на норд». Відтоді Влизько регулярно друкується в газетах «Комсомолець України», «Культура і побут», «Літературна газета», журналах «Життя й революція», «Молодняк», «Нова громада», «Червоний шлях». Зблизився з Михайлем Семенком і українськими футуристами, активно співпрацював у їхньому органі журналі «Нова генерація». Належав до літературних організацій «Молодняк» і ВУСПП. У першому номері органу ВУСППу — «Літературній газеті» — надруковано напутні рядки з вірша Олекси Влизька «Поетові»: «Не лицемір, поете, серцем, і не роби із нього шарж, — замало глянути крізь скельця, на бунт, виспівуючи марш» (1927).
1927 року вийшла перша збірка поезій Олекси Влизька «За всіх скажу». Тогочасна критика напрочуд високо оцінила поетичний дебют молодого автора. Збірку відзначено премією Наркомосу УСРР на конкурсі з нагоди 10-річчя Жовтня. Попри тяжку недугу, вірші Влизька сповнені бадьорими інтонаціями, поет оспівував екзотику морської стихії, поривання в небуденність. Був невтомним шукачем образів і ритміки, суголосних добі національного відродження та революційної романтики. Автор збірок віршів «За всіх скажу» (1927), «Поезії» (1927), «Hoch, Deutschland!» (1930), «Живу, працюю!» (1930), «Книга балад» (1930), «Рейс» (1930), «Моє ударне» (1931), «П'яний корабель» (1933), «Мій друг Дон-Жуан» (1934), книжки нарисів «Поїзди ідуть на Берлін» (1931).
Три збірки Олекси Влазька — «Hoch, Deutschland!» (Державне видавництво України, 1930), «Живу, працюю!» (Державне видавництво України, 1930), «Поїзди ідуть на Берлін» (Література й мистецтво, 1931) — були оформлені в конструктивістському стилі його братом, художником і поетом Олександром Влизьком (1910—1996). Студент Київського художнього інституту, Олександр Влизько в той час був близьким то кола українських панфутуристів, які опублікували в "Аванґард-Альманасі пролетарських митців Нової ґенераці " (1930) створену ним обкладинку для  «Hoch, Deutschland!».

## Пам'ять
У Черкасах є провулок Олекси Влизька.

### У періодиці
- Влизько, Олекса. Лірика Фавста / Олекса Влизько // Літературний ярмарок. — 1929. — Кн. 2 (132): Січень. — С. 8–9. [Архівовано 21 вересня 2020 у Wayback Machine.]
- Влизько, О. Саркастичне Романцеро / О. Влизько // Літературний ярмарок. — 1929. — Кн. 2 (132): Січень. — С. 89–93. [Архівовано 26 вересня 2020 у Wayback Machine.]
- Влизько, О. «Аеро й верблюди» / О. Влизько // Нова ґенерація. — 1930. — № 5. Травень. — С. 22—25. [Архівовано 1 жовтня 2020 у Wayback Machine.]
- Влизько, О. Баляда гіркої правди / О. Влизько // Нова ґенерація. — 1930. — № 5. Травень. — С. 5—6. [Архівовано 21 вересня 2020 у Wayback Machine.]
- Влизько, О. Unter anderm revue ist auch kunst / О. Влизько // Нова ґенерація. — 1929. — № 6. Червень. — С. 30. [Архівовано 19 вересня 2020 у Wayback Machine.]
- Влизько, О. Тет-а-тет з Венерою Мілоською / О. Влизько // Нова ґенерація. — 1929. — № 1. Січень. — С. 25—36. [Архівовано 5 серпня 2020 у Wayback Machine.]
- Влизько, Олекса. Лірика Фавста / Олекса Влизько // Літературний ярмарок. — 1929. — Кн. 2 (132): Січень. — С. 8–9. [Архівовано 21 вересня 2020 у Wayback Machine.]
- Влизько, О. Саркастичне Романцеро / О. Влизько // Літературний ярмарок. — 1929. — Кн. 2 (132): Січень. — С. 89–93. [Архівовано 26 вересня 2020 у Wayback Machine.]
- Влизько, О. «Аеро й верблюди» / О. Влизько // Нова ґенерація. — 1930. — № 5. Травень. — С. 22—25. [Архівовано 1 жовтня 2020 у Wayback Machine.]
- Влизько, О. Баляда гіркої правди / О. Влизько // Нова ґенерація. — 1930. — № 5. Травень. — С. 5—6. [Архівовано 21 вересня 2020 у Wayback Machine.]
- Влизько, О. Unter anderm revue ist auch kunst / О. Влизько // Нова ґенерація. — 1929. — № 6. Червень. — С. 30. [Архівовано 19 вересня 2020 у Wayback Machine.]
- Влизько, О. Тет-а-тет з Венерою Мілоською / О. Влизько // Нова ґенерація. — 1929. — № 1. Січень. — С. 25—36. [Архівовано 5 серпня 2020 у Wayback Machine.]

## Цитати
| Але найбільше нещасна країна, — це рідна країна моя. — Хай здохне володар її. — Ніколи не поклонюсь йому я. |
—О. Влизько, Книга балад